# Katič
Katič – należąca do Czarnogóry skalista wyspa na Adriatyku. Administracyjnie należy do gminy Budwa. Znajduje się naprzeciwko kurortu Petrovac na Moru. Obok niej położona jest mniejsza wyspa Sveta Neđelja.